# Vincent van Gogh
Vincent Willem van Gogh (správně nizozemsky [va:n choch] či [van gog]) (30. března 1853 Zundert – 29. července 1890 Auvers-sur-Oise) byl nizozemský malíř a kreslíř. Jedná se o jednu z největších osobností světového výtvarného umění, která je dnes pravděpodobně nejznámější postavou nizozemské historie. Van Gogh vytvořil v relativně malém časovém intervalu deseti let zhruba 900 maleb a 1100 kreseb. Goghovo dílo bylo za jeho života takřka neznámé (prodala se jen jedna malba necelý rok před Goghovou sebevraždou). Za života se Van Gogh nedočkal výraznějšího uznání. Posmrtně však jeho sláva stoupala závratnou rychlostí; zejména po výstavě v Paříži 17. března 1901, tedy 11 let po jeho smrti.
Svým stylem zapadá van Gogh nejvýrazněji mezi fauvisty, expresionisty, zčásti pak i mezi ranou abstrakci. Novátorským pojetím reality změnil náhled na tradiční impresionistickou malbu a z uměleckého hlediska významně ovlivnil především první polovinu 20. století. Vůlí vyjádřit vlastní pocity se stal mimoděk jedním ze zakladatelů právě nastupující umělecké větve zvané expresionismus (jako např. Edvard Munch nebo Henri de Toulouse-Lautrec).
Některé z Goghových maleb zaujímají vysokou pozici v seznamu nejdražších maleb na světě. 30. března 1987 byl prodán Goghův obraz Kosatce za tehdy rekordních 53,9 milionu dolarů a 15. května 1990 zlomil jeho Portrét doktora Gacheta další rekord, když se ho podařilo prodat za 82,5 milionu dolarů.

## Život a dílo
Narodil se do protestantské rodiny v Zundertu jako syn Anny Kornelie Carbentové a Theodora van Gogha. Jeho sestra ho popisovala jako neustále vážného a uzavřeného. V roce 1857 se narodil jeho bratr Theo van Gogh, který Vincenta finančně podporoval po celý jeho umělecký život.
V šestnácti letech začal van Gogh pracovat pro galerii Goupil & Cie v Haagu. Jeho o čtyři roky mladší bratr Theo Vincenta později následoval. Přátelství obou bratrů bylo zdokumentováno v 652 osobních dopisech, jež byly uveřejněny v roce 1914.
V roce 1873 ho firma přeřadila do Londýna, kde se nastěhoval do penzionu k rodině Loyerových. Dcera manželů Loyerových byla velice půvabná a Vincent se do ní zamiloval. Eugénie Loyerová ho však v červenci 1874 odmítla a van Gogh se zoufalý vrátil do Holandska. V polovině července přijel do Londýna se sestrou Annou, ale u dívky neuspěl podruhé. Posléze byl přeložen do Paříže. V roce 1876 jej firma Goupil propustila pro nedostatek jeho motivace k práci. Van Gogh se v té době intenzivně zajímal o náboženství. Stal se učitelským asistentem v Ramsgate (v hrabství Kent, Anglie), ale když zjistil, jaké sociální podmínky zde panují, vrátil se do Amsterdamu, kde studoval od roku 1877 teologii.
Po vyloučení v roce 1878 se stal laickým kazatelem v Belgii, kde poznal hornickou komunitu v chudém regionu Borinage. Dokonce čas od času fáral a byl v těsném kontaktu s mnoha pracujícími. Po šesti měsících byl propuštěn za špatnou reprezentaci a pokračoval bez platu. V tomto období počal uhlem kreslit skici a nákresy.[chybí lepší zdroj]
V roce 1880 Vincent uposlechl rady svého bratra Thea a začal se malování věnovat vážně. Nějaký čas Vincent dokonce bral hodiny malování od Willema Roelofse v Bruselu. Ačkoliv Vincent a Anton se později rozdělili pro odlišné náhledy na malbu, vliv haagské školy na Vincentovi zanechal následky; zejména ve způsobu, jakým si hrál se světlem, a v jasnosti tahů. Avšak způsob, jakým van Gogh používal barev nebo zvýrazňoval tmavé tóny, jej od jeho učitele výrazně vzdálil.
V roce 1881 vyznal lásku své ovdovělé sestřenici Kee Vos, která jej odmítla. Později se nastěhoval do jednoho bytu s prostitutkou Sien Hoornik (i s jejími dvěma dětmi) a doufal, že se s ní ožení. Ovšem jeho otec a dokonce i Theo ho od takového vztahu zrazovali. Goghův pokus o napravení hříšnice a spasení jejích dětí se tedy nakonec nevydařil.
Ohromen a ovlivněn Jeanem-Françoisem Milletem se van Gogh zaměřil na malbu vesničanů a všeobecně na vesnické scény. Přestěhoval se do nizozemské provincie Drenthe, později do Nuenenu a do severního Brabantu (Nizozemí), kde jeho vesnická tvorba vrcholila malbou Jedlíci brambor (nizozemsky Aardappeleters, nyní ve van Goghově muzeu v Amsterdamu). Van Goghův obraz Aardappeleters byl jeho prvním velkým dílem.
V zimě 1885–1886 van Gogh navštěvoval uměleckou akademii v Antverpách. Po několika měsících byl profesorem Eugènem Siberdtem propuštěn. Přesto se však během tohoto krátkého času stačil seznámit s japonským uměním, které začal horlivě sbírat. Obdivoval jeho světlé barvy, použití plátna a hlavních linií. Tento zážitek jej silně ovlivnil. Van Gogh dokonce provedl několik maleb v japonském stylu a některé jeho portréty jsou malovány s pozadím připomínajícím japonské umění .

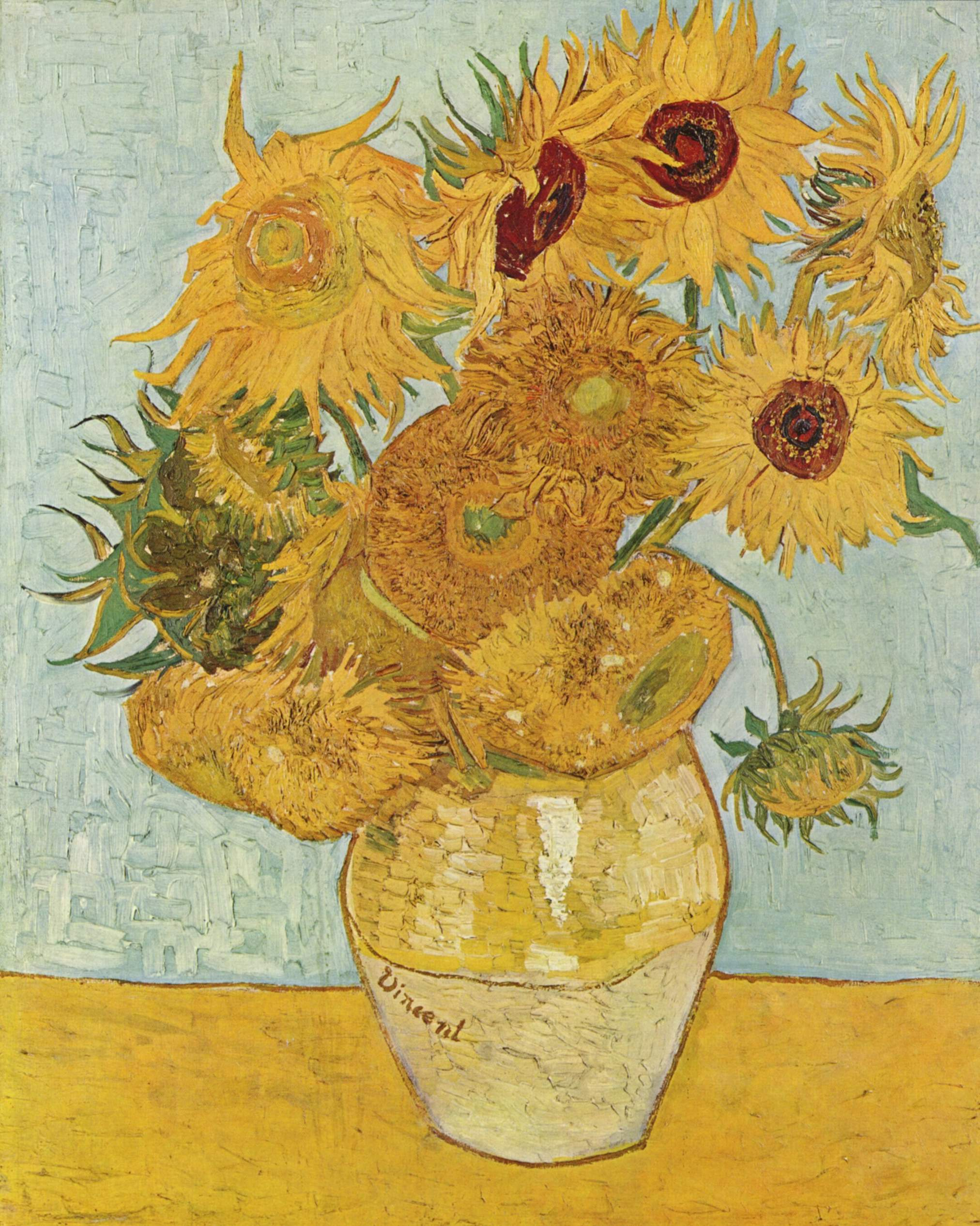
Slunečnice. Arles, 1888 (Neue Pinakothek, Mnichov).

Na jaře 1886 van Gogh odjel do Paříže, kam se přestěhoval ke svému bratrovi Theovi; sdíleli byt na Montmartru (mezi oběma bratry ovšem docházelo často ke konfliktům, např. už koncem roku 1886 Theo soužití s Vincentem shledával „téměř nesnesitelným“). Zde se Vincent potkal s malíři Edgarem Degasem, Camillem Pissarrem, Émilem Bernardem, Henrim de Toulouse-Lautrecem a Paulem Gauguinem. Objevil impresionismus, oceňoval jeho použití světla a barvy, avšak kritizoval „nedostatek sociálního cítění“. Je třeba poznamenat, že van Gogh si připadal spíše jako postimpresionista. Zvláště se mu ale líbila technika zvaná pointilismus, který zanechal výrazné stopy i na jeho vlastním stylu. Van Gogh také používal doplňující se kontrastní barvy (zejména modrou a oranžovou), aby tak zvýraznil nádheru každé z nich. Odtud pochází poznámka z jednoho jeho dopisu: „Chci používat barvy, které navzájem kontrastují, aby každá z nich zářila ještě výrazněji, aby kontrastovaly jako muž se ženou.“
V roce 1888 van Gogh opustil Paříž a odstěhoval se do Arles (Bouches-du-Rhône). Vyzdobil zde svůj „žlutý dům“ a vytvořil sérii známých kreseb se slunečnicemi. Byl ohromen zdejší krajinou a doufal, že zde najde či vytvoří novou uměleckou skupinu. Ze všech jeho nadějí zbyl jediný Paul Gauguin, jehož zjednodušená schémata barev a tvarů (známé jako synkretismus) van Gogha přitahovala. Poté Vincent Paula pozval k sobě a Paul neodmítl. Obdiv byl vzájemný a Gauguin namaloval van Gogha malujícího slunečnice. Přesto však jejich setkání skončilo hádkou.
Van Gogh trpěl psychickou poruchou, možná způsobenou absintem. Jiné zdroje však uvádějí, že netrpěl psychózou, ale Ménierovou nemocí. Po hádce s Gauguinem si 23. prosince 1888 uřízl lalůček levého ucha, který následně umyl a zabalený donesl osmnáctileté uklízečce v nevěstinci, Gabrielle Berlatierové. Podle teze publikované autory Ritou Wildegansovou a Hansem Kaufmannem v knize „Van Goghovo ucho: Paul Gauguin a pakt mlčení“ byla jeho psychická porucha způsobena otravou olovem, arsenem a kadmiem, obsaženými v jeho barvách.
Jeden ze slavných van Goghových obrazů (Ložnice v Arles) používá světlou žluť a nebývalé perspektivní efekty, kterými líčí vnitřek ložnice. Odvážné vynechávání linií je často připisováno jeho psychickému stavu. Jediná malba, kterou kdy v životě prodal (Červené vinice), byla vytvořena v roce 1888. Nyní je vystavena v Puškinově muzeu v Moskvě.
Van Gogh vyměnil své typické body za malé čárky. Trpěl silnou depresí a v roce 1889 byl na svou vlastní žádost přijat do psychiatrického centra v klášteře svatého Pavla v Saint Rémy de Provence. Během jeho pobytu mezi stěnami ústavu se stala klinika samotná a její zahrady hlavním objektem malířova zájmu. V této době jeho dílům začaly dominovat převážně kroužení a kudrlinky. Tato technika je nejpatrnější v malbě Hvězdná noc.
V květnu 1890 Vincent opustil kliniku a odešel k doktorovi Paulu Gachetovi v Auvers-sur-Oise blízko Paříže, kde byl blíže svému bratru Theovi. Gachet mu byl doporučen Pissarrem; léčil totiž již předtím několik známých umělců. Zde vytvořil van Gogh svůj jediný lept: portrét melancholického doktora Gacheta. Van Goghova deprese se nadále prohlubovala. 27. července 1890 se ve věku 37 let postřelil do břicha. Aniž by si uvědomil, že je smrtelně raněn, vrátil se do hostince Ravoux, kde dva dny nato zemřel před zraky svého bratra Thea. Jeho poslední slova zněla: „La tristesse durera toujours.“ (z francouzštiny: „Smutek potrvá navždy.“) Byl pochován na hřbitově v Auvers-sur-Oise. Theo – neschopen smířit se s bratrovou smrtí – zemřel o šest měsíců později a na žádost své ženy byl pochován vedle Vincenta.
Mnoho lidí se posléze domnívalo, že van Goghovým posledním obrazem před jeho sebevraždou bylo Pšeničné pole s vránami (zřejmě kvůli výrazně turbulentnímu stylu). S nejvyšší pravděpodobností byl však jeho posledním dílem obraz Kořeny stromů.

## Van Goghův posmrtný odkaz

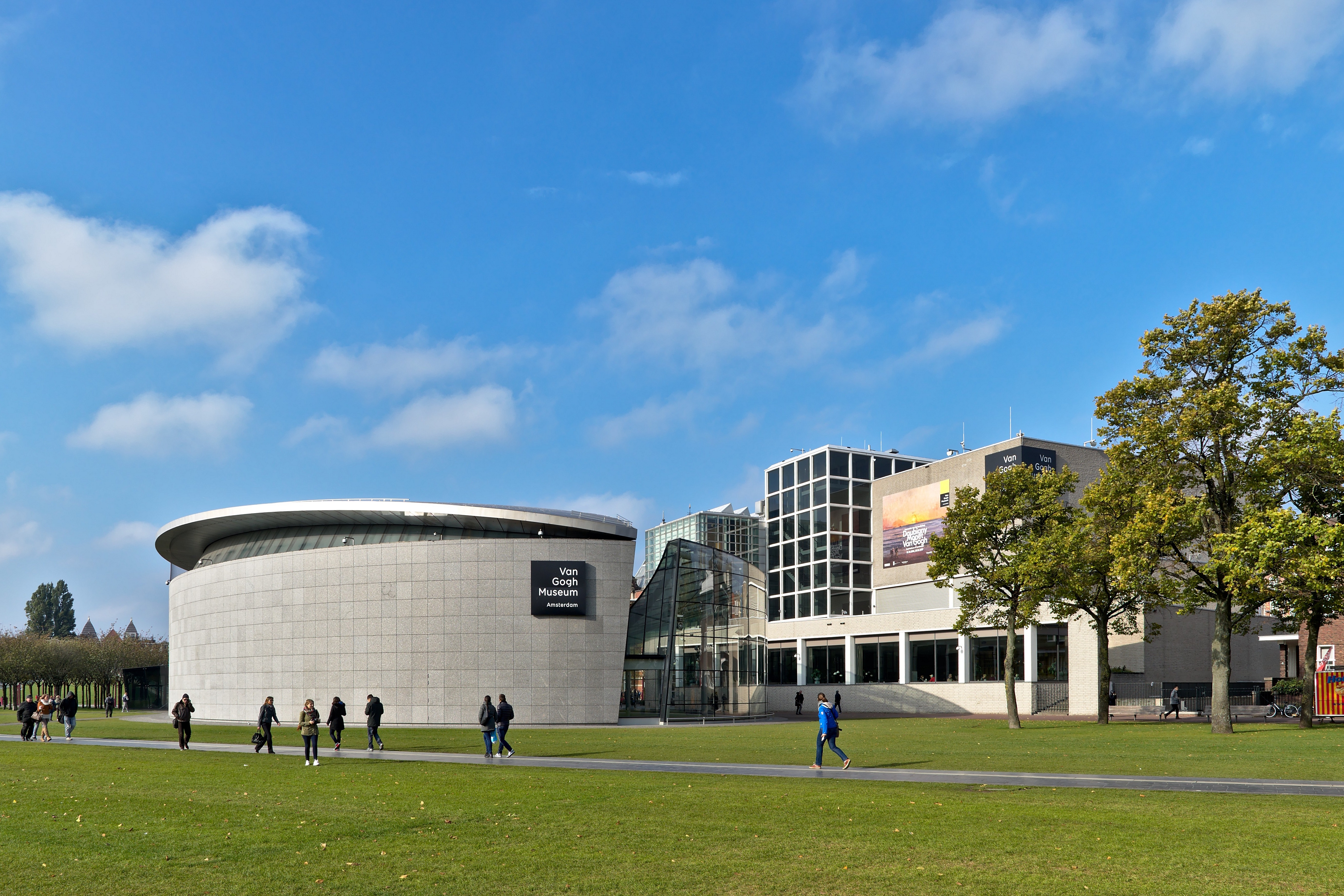
Van Goghovo muzeum v Amsterdamu

Van Goghův význam byl doceněn až po jeho smrti. Na vzrůstu věhlasu jeho díla měla stěžejní zásluhu Johanna van Gogh-Bongerová, žena jeho bratra Thea. Největší výstavy jeho děl se pak uskutečnily v Paříži (1901), Amsterdamu (1905), Kolíně nad Rýnem (1912), New Yorku (1913), Berlíně (1914) a v Haagu (1953). Výstava v Haagu se konala ke stému výročí narození malíře. Konal se zde sjezd nejlepších zahraničních znalců van Goghova díla. V těchto dnech byla také odhalena van Goghova pamětní deska v Zundertu na domě, který stojí na místě bývalé fary, kde se narodil.
V Amsterdamu bylo v roce 1973 otevřeno Van Goghovo muzeum (nizozemsky Van Gogh museum), postavené podle návrhu architekta Gerrita Rietvelda (zemřelého v roce 1964). Muzeum se nachází na náměstí Museumplein a jako instituce si klade za cíl přiblížit umělcův život a jeho dílo co nejvíce rozličným skupinám návštěvníků a tím je inspirovat a obohatit. V roce 2016 je navštívilo 2,1 milionu lidí a patří tak mezi 25 nejpopulárnějších muzeí na světě. Muzeum vlastní největší sbírku van Goghových děl, a sice více než 200 obrazů a 400 kreseb ze všech období jeho tvorby. Mezi nejznámějšími exponáty jsou Jedlíci brambor, Ložnice v Arles a jedna z  verzí Slunečnic.

Jedlíci brambor (1885). Van Goghovo muzeum v Amsterdamu.

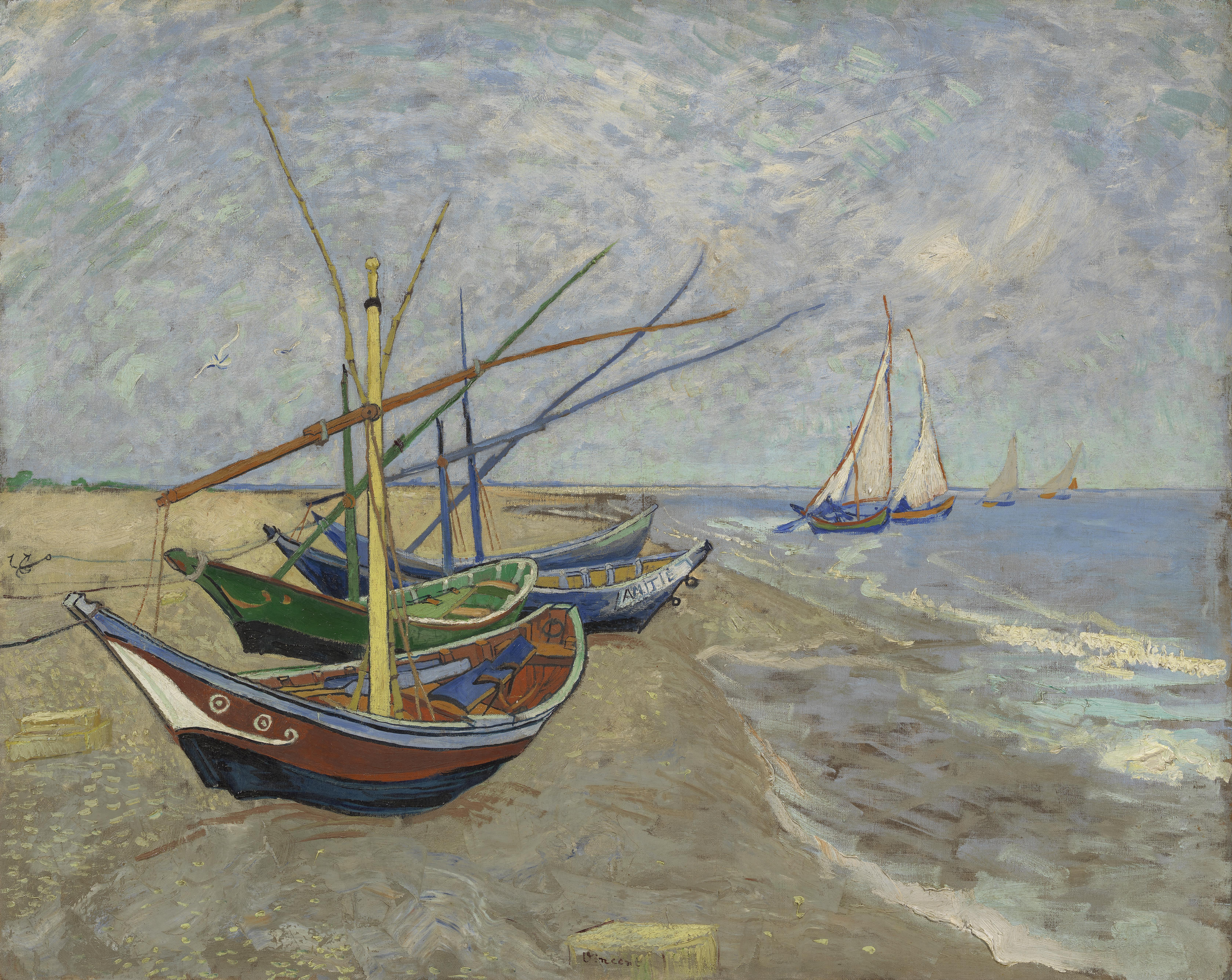
Rybářské čluny u Saintes-Maries (Arles, 1888). Van Goghovo muzeum v Amsterdamu.

Druhým muzeem v Nizozemsku, které vlastní velký počet van Goghových obrazů, je Muzeum Kröllerové-Müllerové (Kröller-Müller Museum) v obci Otterlo severozápadně od Arnhemu. V něm je možno vidět 87 malířových děl, což řadí toto muzeum na druhé místo na světě. Obsahuje také obrazy jiných umělců a je u něj zahrada s díly sochařů.

## Vlivy působící na van Gogha
- Haagská škola.
- Malíř Jean-François Millet (1814–1875), který se rovněž zaměřoval na vesnický život.
- Spisovatel Émile Zola (1840–1902), jehož romány van Gogh miloval.
- Japonské dřevoryty (japonismus).
- Impresionismus, zvláště pak pointilisté Georges Seurat (1859–1891) a Paul Signac (1863–1935).
- Paul Gauguin (1848–1903).

## Významná díla
- Jedlíci brambor (1885)
- Ložnice v Arles (1888)
- Slunečnice (National Gallery, Londýn, 1888)
- Terasa kavárny v noci (1888)
- Hvězdná noc nad Rhônou (1888)
- Červená vinice (1888)
- Hvězdná noc (1889)
- Kosatce (1889)
- Zátiší: Váza s dvanácti slunečnicemi (1889)
- Autoportrét bez vousů (1889)
- Portrét doktora Gacheta (1890)
- Pšeničné pole s vránami (1890)

## Galerie

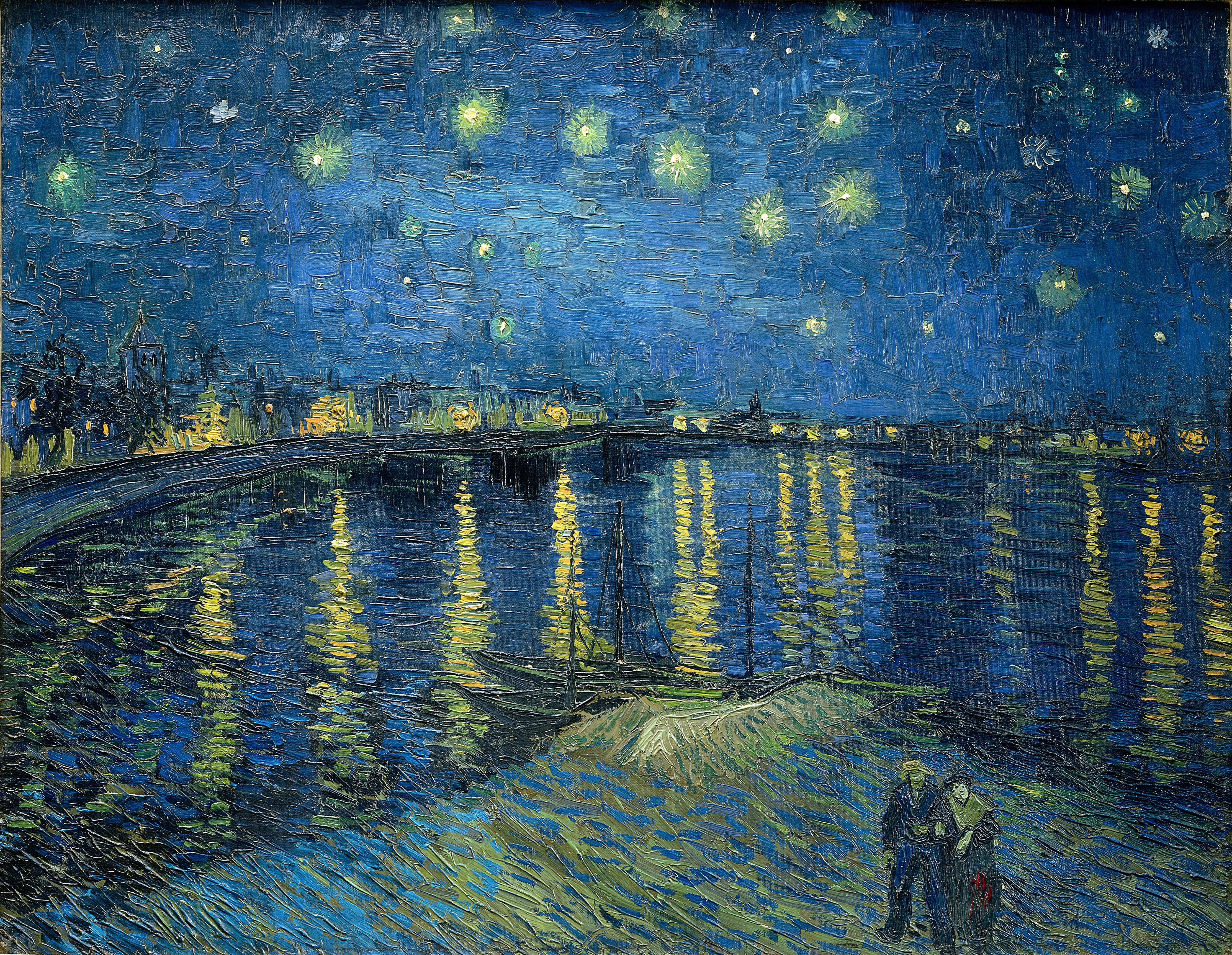
Hvězdná noc nad Rhônou (1888)
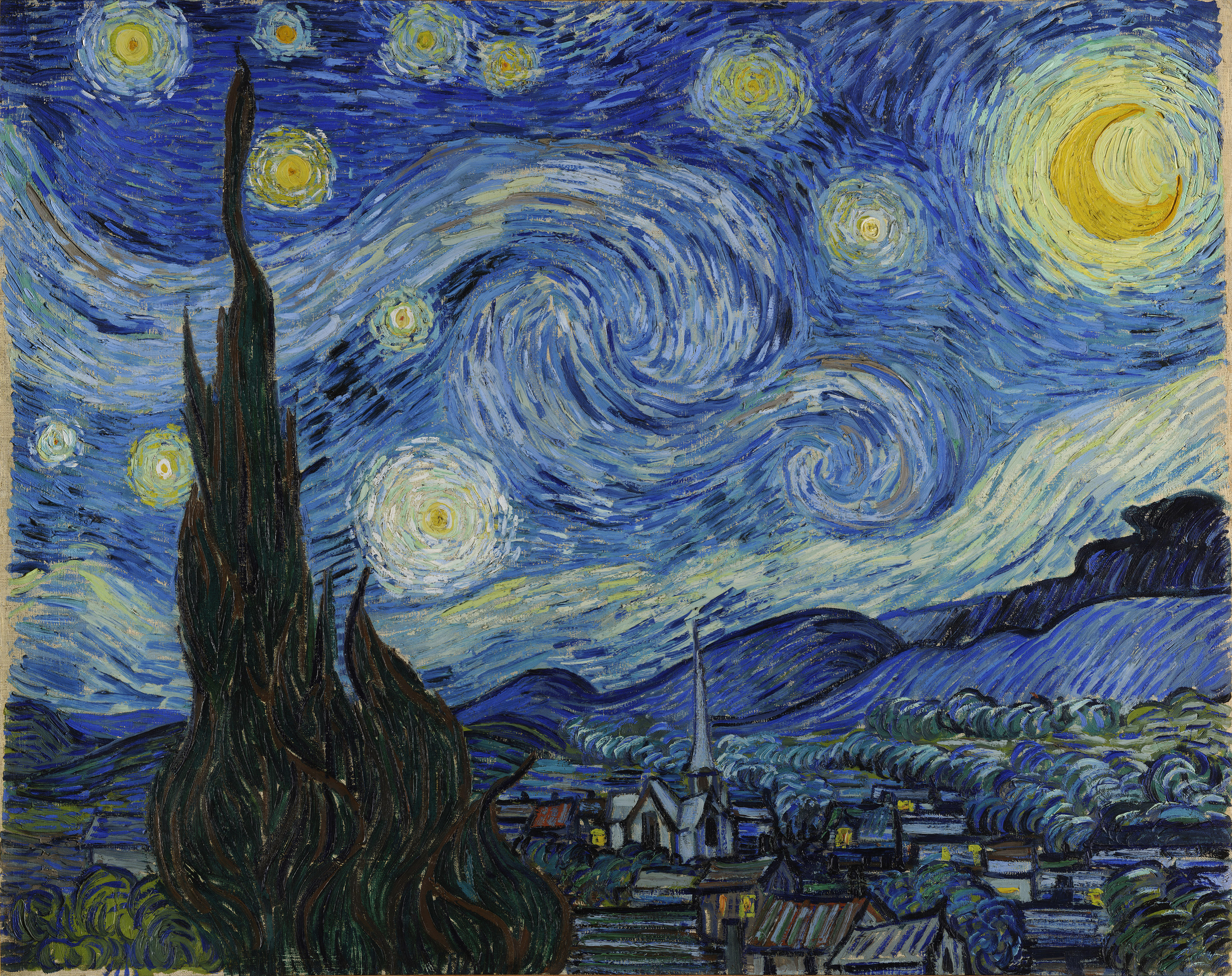
Hvězdná noc (1889)
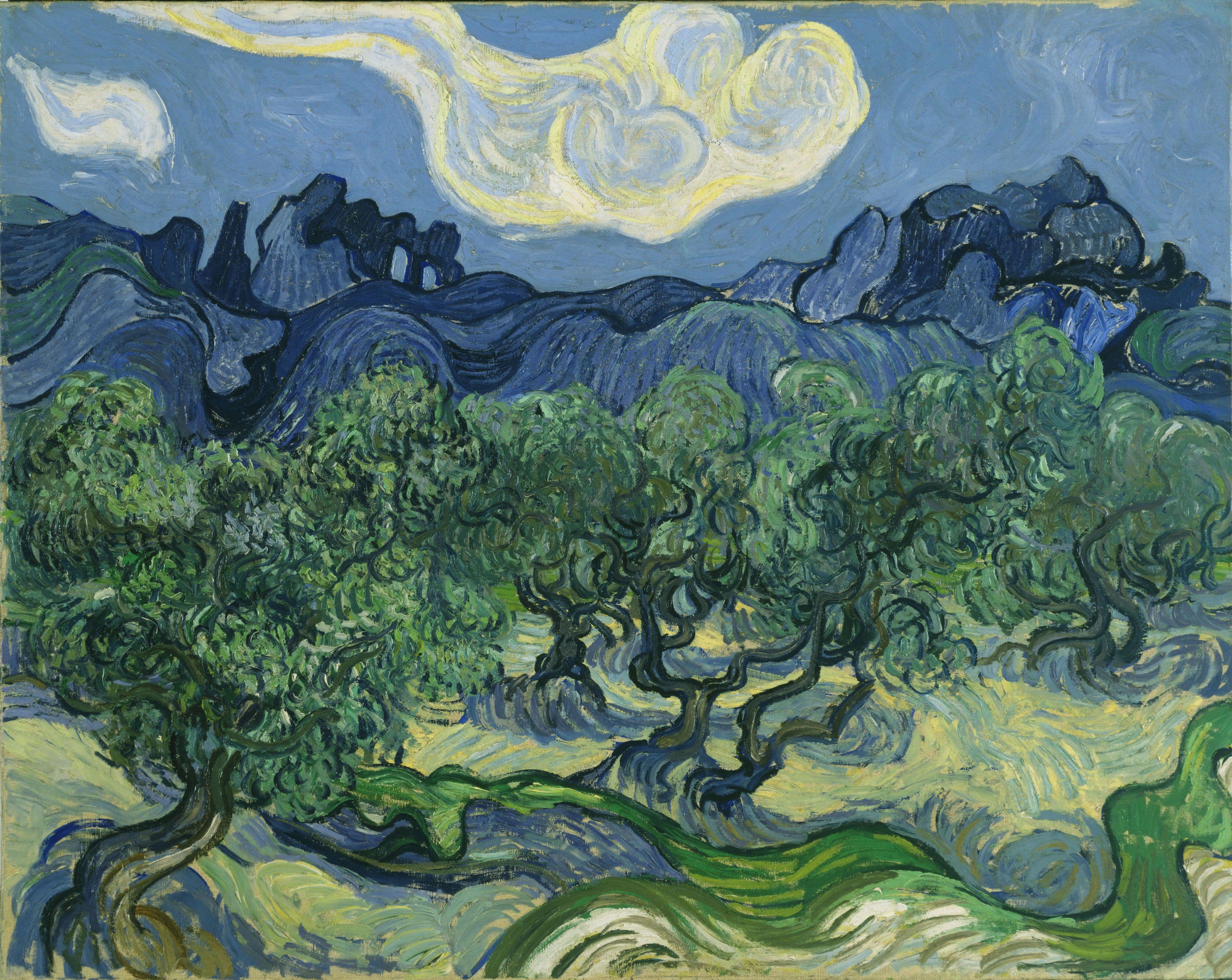
Olivovníky (1889)
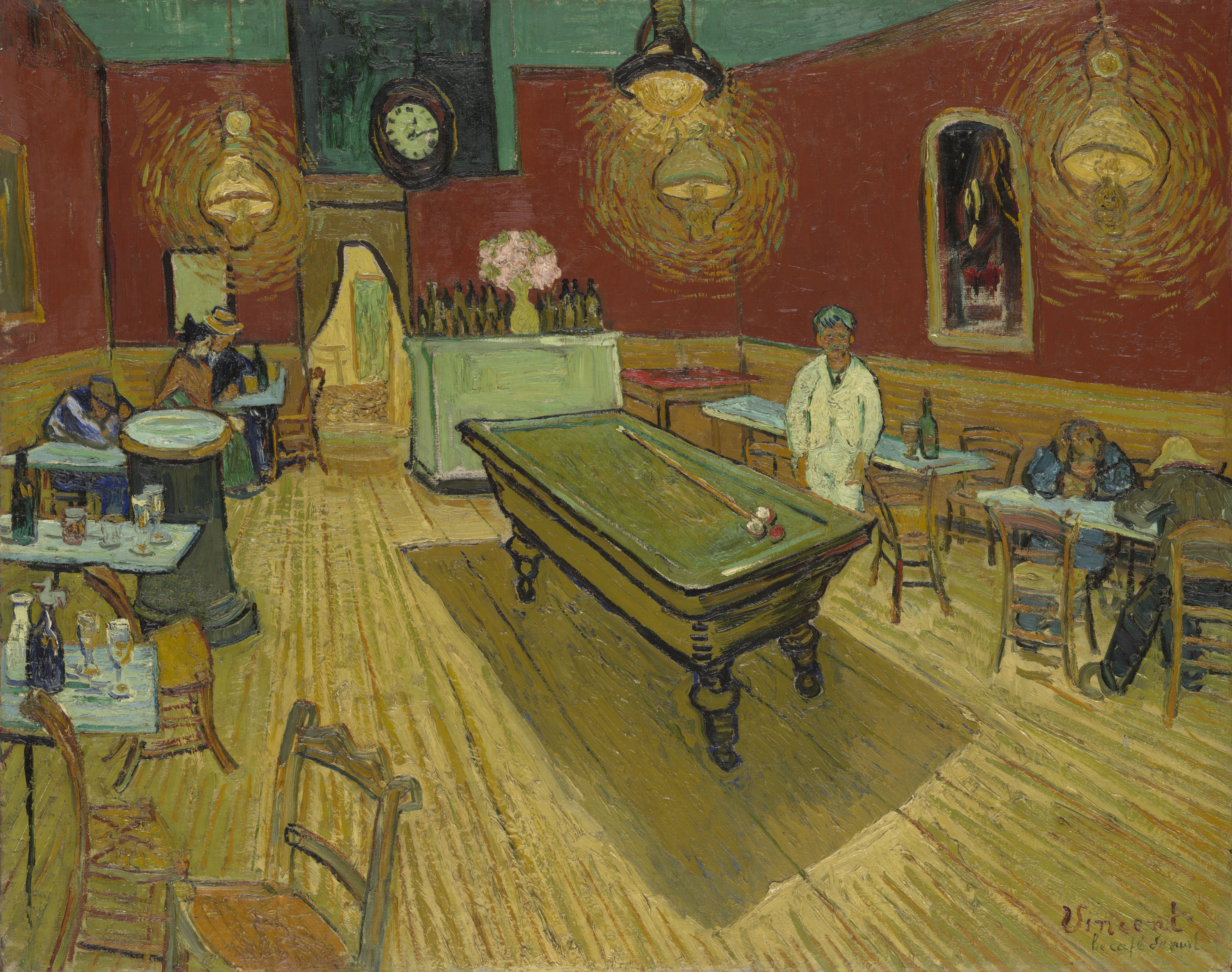
Kavárna v noci (1888)
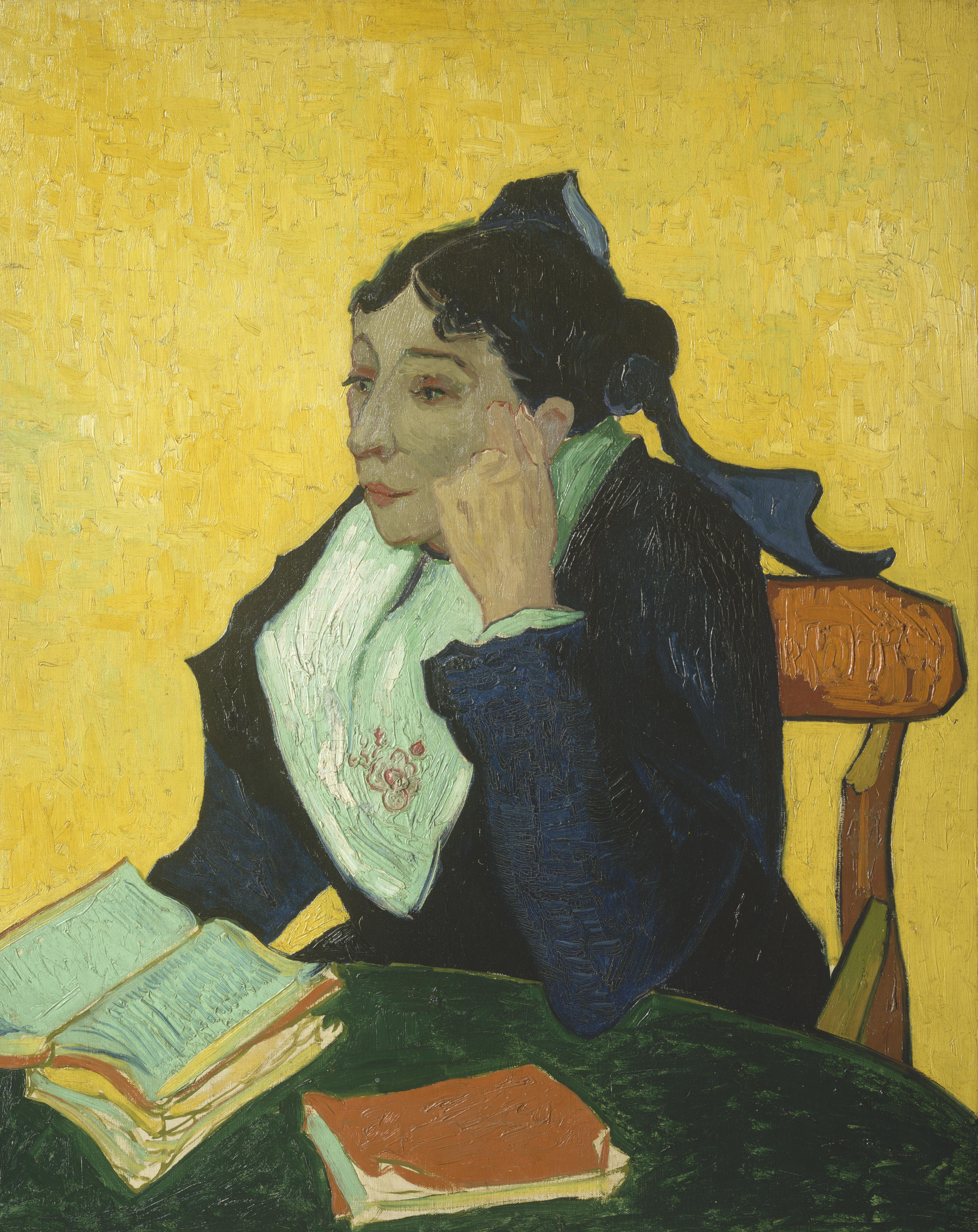
Arlesanka (1888)
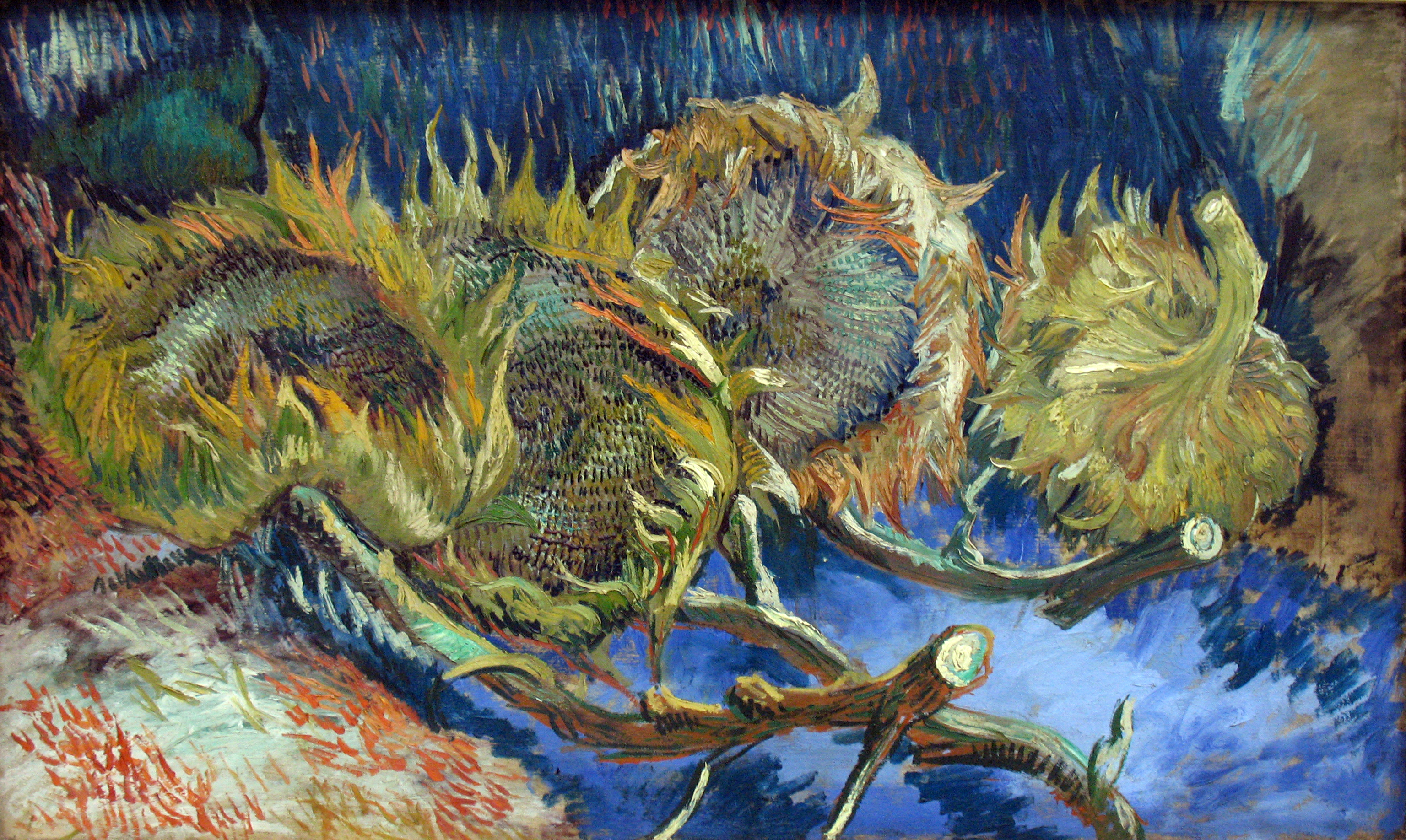
Čtyři utržené slunečnice (1887)
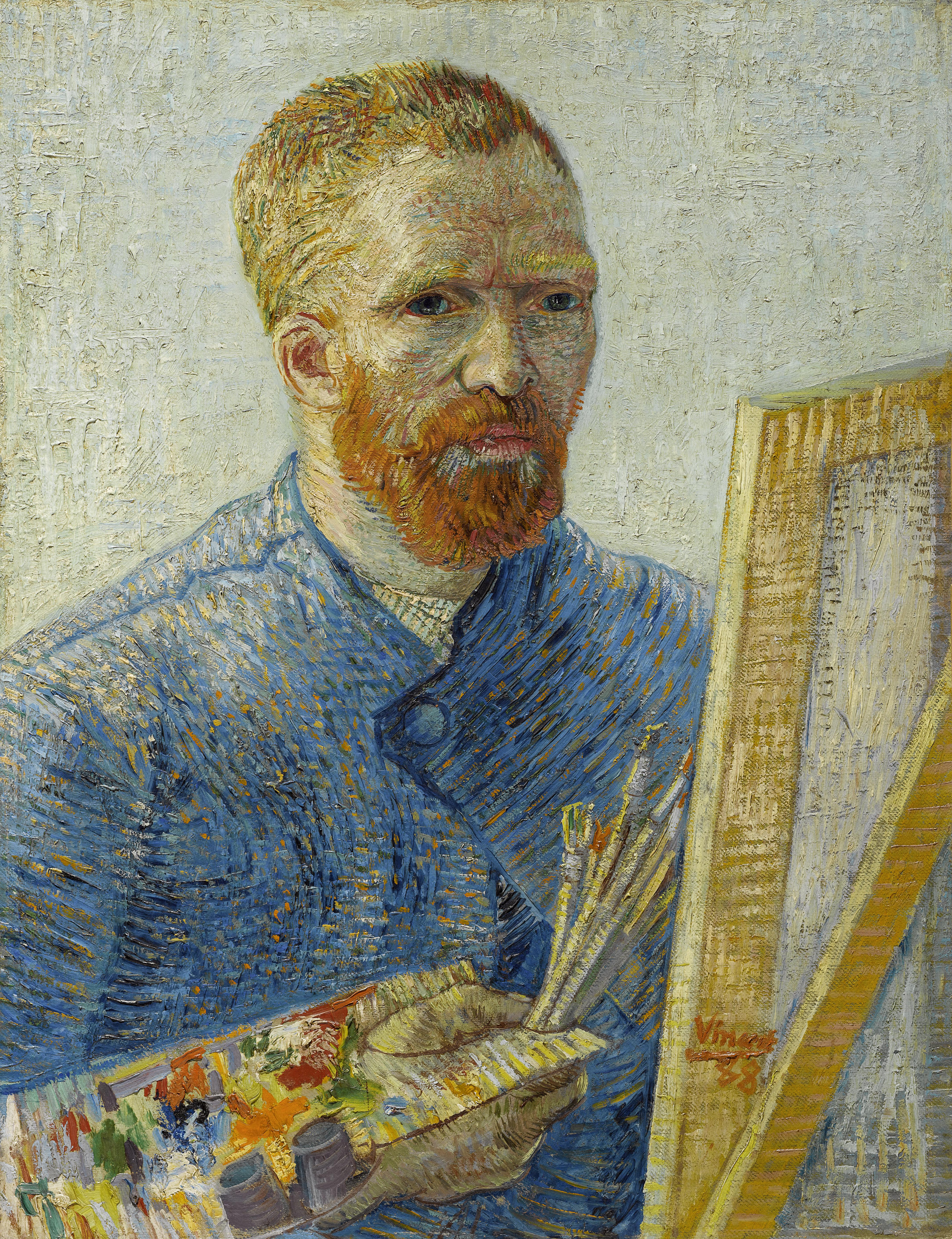
Autoportrét (1887)
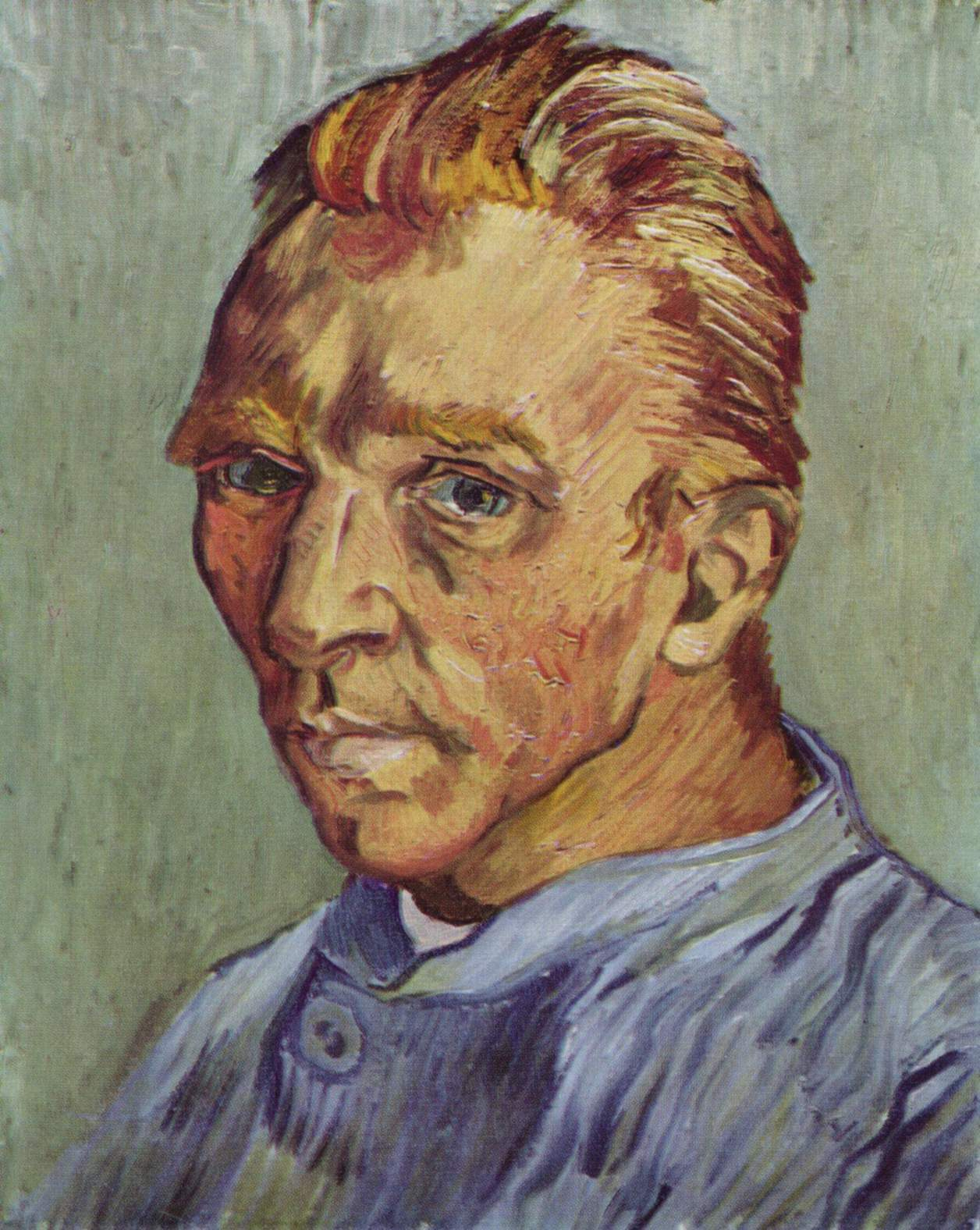
Autoportrét bez vousů (1888)
Ložnice v Arles (1888)
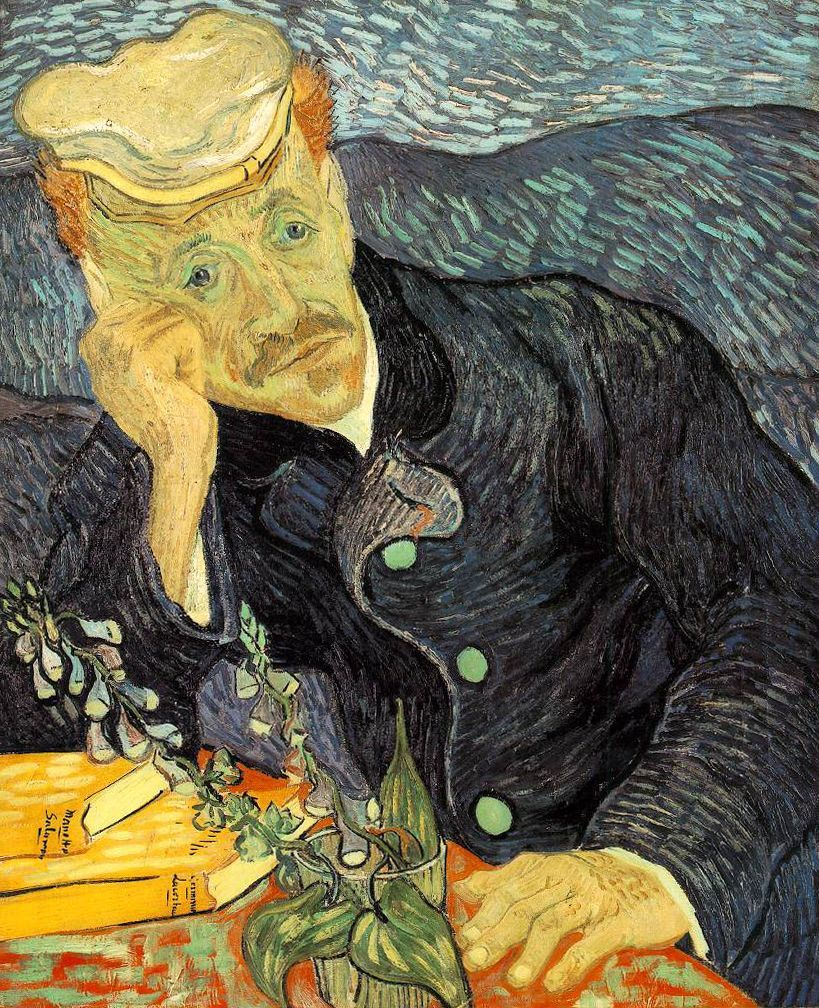
Portrét doktora Gacheta (1890)
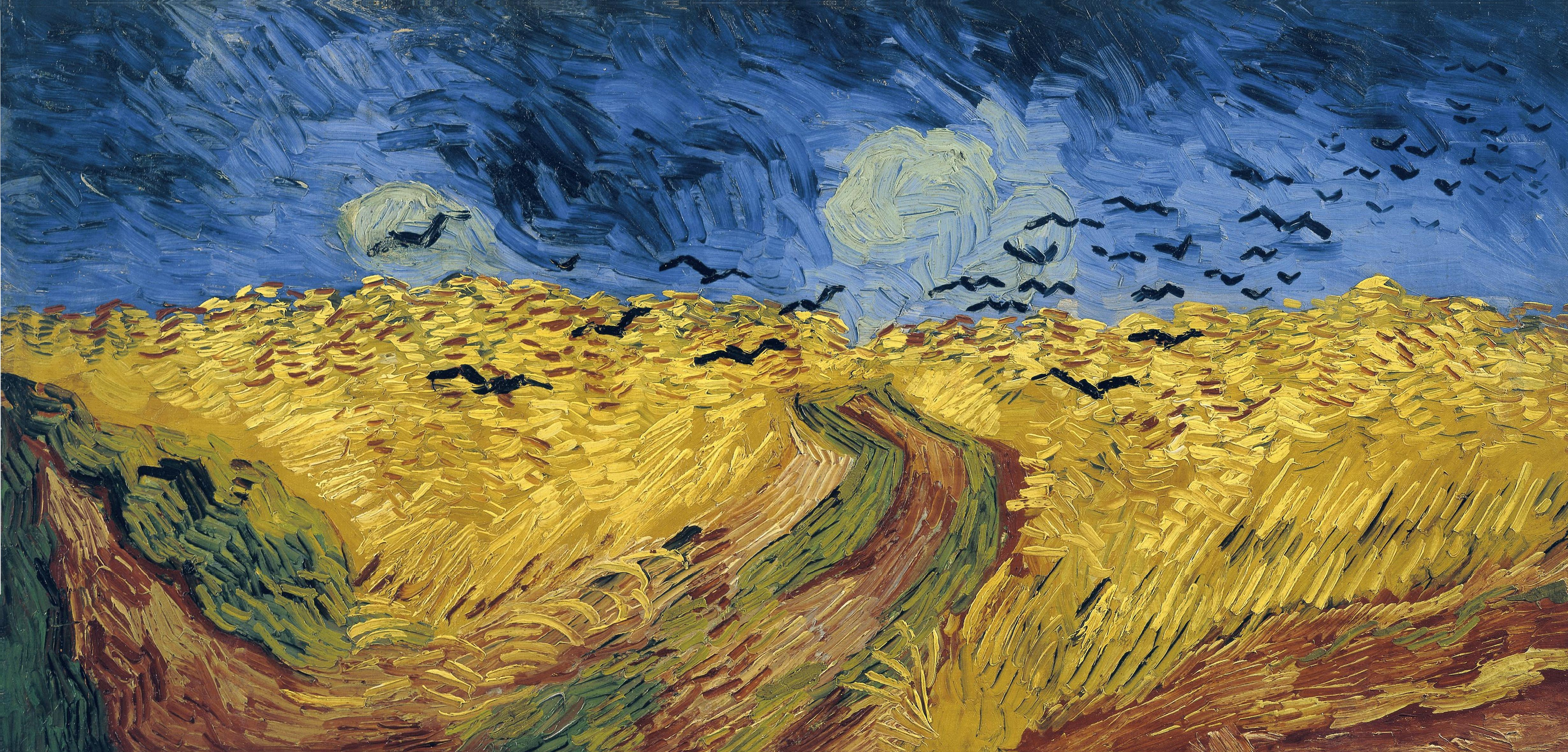
Pšeničné pole s vránami (1890)